# Џулијус Рендл
Џулијус Дејон Рендл (енгл. Julius Deion Randle; Далас, Тексас, 29. новембар 1994) амерички је кошаркаш. Игра на позицији крилног центра, а тренутно наступа за Минесота тимбервулвсе.
На колеџу је играо за екипу Кентаки вајлдкетсе. Изабран је у првом кругу НБА драфта 2014. године као седми пик од стране Лос Анђелес лејкерса. На дебију у регуларној сезони Рендл је сломио десну ногу и пропустио остатак своје руки сезоне. После четири године са Лејкерсима, потписао је за Њу Орлеанс пеликансе, да би после једне сезоне прешао у Њујорк никсе.
У другој сезони играња за Њујорк никсе (2020/21) био је први пут изабран да игра на Ол-стар утакмици и добио је НБА награду за играча који је највише напредовао.

## Успеси

### Појединачни
- НБА ол-стар меч (3): 2021, 2023, 2024.
- Идеални тим НБА — друга постава (1): 2020/21.
- Идеални тим НБА — трећа постава (1): 2022/23.
- Играч НБА који је највише напредовао (1): 2020/21.